# BNP Paribas
BNP Paribas (укр. Бі-Ен-Пі Паріба́) — найбільший французький банк і міжнародна фінансова група зі штаб-квартирою у Парижі. Залічується до найбільших банків у світі, присутній у 63 країнах світу. АТ «УКРСИББАНК» представляє Групу BNP Paribas в Україні.
Разом з Crédit Agricole і Société Générale складає «Велику Трійку» найбільших банків Франції.
BNP Paribas утворився в 2000 році внаслідок злиття банків Banque Nationale de Paris (BNP) і Paribas.
Капіталізація — близько 80,98 млрд євро

## Діяльність
BNP Paribas посідає ключові позиції у трьох основних напрямках діяльності: роздрібні банківські послуги, інвестиційні рішення, корпоративні та інвестиційні банківські послуги.
У сфері роздрібних банківських послуг Група має 4 внутрішніх ринки: Бельгія, Франція, Італія та Люксембург. Банк розвиває інтегровану бізнес-модель роздрібного бізнесу в Східній Європі, країнах Середземноморського басейну, Туреччині, а також має велику мережу банківських відділень на заході США. У сфері корпоративних та інвестиційних банківських послуг та інвестиційних рішень BNP Paribas посідає провідні позиції в Європі, має міцний стан на ринках Південної та Північної Америки, а також стійкий динамічний бізнес в Азії.
У березні 2023 року французька влада провела обшуки в офісах великих банків включно з Societe Generale, BNP Paribas та HSBC, за підозрою у відмиванні грошей та податковому шахрайстві.

## В Україні
На український ринок BNP Paribas вийшов у 2006 році, придбавши контрольний пакет акцій UKRSIBBANK. UKRSIBBANK BNP Paribas Group стабільно входить в десятку найбільших банків в Україні за розмірами загальних активів, а також в п'ятірку найбільших на роздрібному ринку. Через компанію «BNP Paribas Ukraine» банк веде діяльність у сферах страхування, управління активами та ін.

## Бізнес-одиниці
Роздрібне банківське обслуговування є найбільшим бізнес-підрозділом BNP Paribas, який становить 72% доходів у 2015 році. Його діяльність зосереджена в Європі, особливо на двох внутрішніх ринках групи — Франції (де він діє як Banca Nazionale del Lavoro (BNL)) та Бельгії (як BNP Paribas Fortis).
BNP Paribas також володіє американською дочірньою компанією BancWest, який діє під іменем Bank of the West на заході США. Раніше роздрібна філія керувала Першим Гавайським банком, позицію якої BNP Paribas повністю покинув у 2019 році.
Середземноморська група BNP Paribas Europe також керує великими роздрібними банками в Польщі, Туреччині, Україні та північній Африці.

### Ринки, що розвиваються
У 2009 році BNP Paribas реорганізував свої підрозділи роздрібних банківських операцій, перейменувавши свою групу «Ринки, що розвиваються» в групу «Європа Середземномор'я». Ця зміна була зроблена, оскільки після інтеграції польських та турецьких дочірніх компаній Fortis Bank, діяльність ринку BNP Paribas зараз сильно сконцентрована у Східній Європі та південній половині басейну Середземномор'я.
BNP Paribas є членом Глобального альянсу банкоматів, спільного підприємства декількох найбільших міжнародних банків, що дозволяє клієнтам банків використовувати свою карту банкомату або чекову карту в іншому банку в рамках Глобального альянсу банкоматів, не сплачуючи комісій за зняття грошей закордоном. Інші банки-учасники — Barclays (Велика Британія), Bank of America (США), China Construction Bank (Китай), Deutsche Bank (Німеччина), Santander Serfin (Мексика), Ukrsibbank (Україна), Scotiabank (Канада) та Westpac (Австралія та Нова Зеландія).